# Distrikt Inambari
Der Distrikt Inambari liegt in der Provinz Tambopata der Region Madre de Dios in Südost-Peru. Der am 26. Dezember 1912 gegründete Distrikt hat eine Fläche 4849 km². Beim Zensus 2017 lebten 11.570 Einwohner im Distrikt. Im Jahr 1993 lag die Einwohnerzahl bei 5266, im Jahr 2007 bei 8038. Die Distriktverwaltung befindet sich in der 360 m hoch gelegenen Kleinstadt Mazuko mit 6296 Einwohnern (Stand 2017). Mazuko liegt unweit des Río Inambari am Fuße der Voranden im äußersten Südwesten des Distrikts sowie 140 km westsüdwestlich der Regions- und Provinzhauptstadt Puerto Maldonado.

## Geographische Lage
Der Distrikt Inambari liegt im Süden der Provinz Tambopata. Er besitzt eine Längsausdehnung in WNW-OSO-Richtung von 85 km sowie eine maximale Breite von knapp 65 km. Entlang der westlichen Distriktgrenze verläuft der Río Inambari nach Norden, entlang der östlichen Distriktgrenze der Río Tambopata ebenfalls nach Norden. Der Río Madre de Dios verläuft abschnittsweise entlang der nördlichen Distriktgrenze. Im Süden erheben sich die Voranden. Nördlich davon erstreckt sich das Regenwaldgebiet des Amazonasbeckens. Der Río Malinousqui, ein linker Nebenfluss des Río Tambopata, durchquert den Distrikt in östlicher Richtung. Südlich des Flusslaufs erstreckt sich das Schutzgebiet Reserva Nacional Tambopata.
Der Distrikt Inambari grenzt im Westen an die Distrikte Huepetuhe und Madre de Dios (beide in der Provinz Manu), im Norden an den Distrikt Laberinto, im Osten an den Distrikt Tambopata sowie im Süden an die Distrikte Coasa und Ayapata (beide in der Provinz Carabaya, Region Puno).